# Niederhausen (Reisbach)

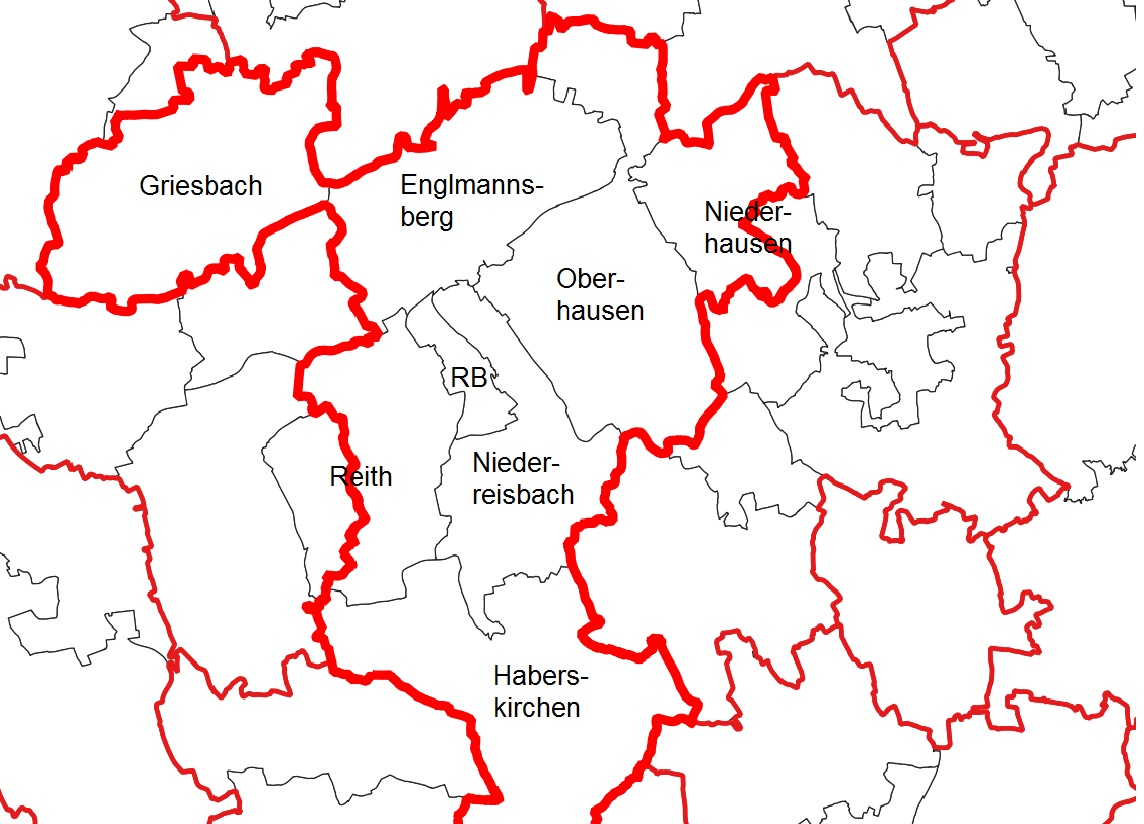
Niederhausen ist die östlichste Gemarkung im Gemeindegebiet von Reisbach

Niederhausen ist ein Gemeindeteil des Marktes Reisbach im niederbayerischen Landkreis Dingolfing-Landau. Bis 1972 bildete es eine selbstständige Gemeinde.

## Lage
Niederhausen liegt im Vilstal etwa fünf Kilometer nordöstlich von Reisbach.

## Geschichte
Die Erschließung des Baugebietes Wiesenweg brachte Siedlungsspuren von vor 7000 bis 8000 Jahren zutage. Die Archäologen entdeckten Funde aus der Steinzeit, der Bronzezeit, der Urnenfelderzeit, der Hallstattkultur und der Keltenzeit sowie aus der Zeit, als Niederhausen 731 oder 741 erstmals in einer Urkunde erscheint. Die Pfarrei Niederhausen ist seit 1257 nachgewiesen. Am 2. Dezember 1257 bestätigte Papst Alexander IV. dem Kloster Aldersbach die Kirche von Niederhausen.
Seit 1464 werden die Gruenbeck als Inhaber der Hofmark Niederhausen angegeben, die sie bis zum Ende des 16. Jahrhunderts besaßen. Im 17. Jahrhundert war der Besitz in der Hand der Gruber. Der Dreißigjährige Krieg suchte auch Niederhausen heim. Alle Gebäude wurden durch die Kriegszüge verwüstet, geplündert oder zerstört, wie der einheimische Zeitzeuge und Pfarrer M. Balthasar-Gleißer beschreibt. 1716 erwarb Abt Joscio Hamberger Niederhausen um 8.300 Gulden für das Kloster Niederaltaich, wo es bis zur Säkularisation blieb.
Aus dem Steuerdistrikt Niederhausen ging mit dem Gemeindeedikt von 1818 die gleichnamige Gemeinde hervor, die zum Landgericht Landau, später zum Landkreis Landau an der Isar gehörte. Im Zuge der Gebietsreform wurde der Großteil der Gemeinde Niederhausen mit 321 Einwohnern und einer Fläche am 1. Juli 1972 in den Markt Reisbach eingegliedert (= Gemarkungsteil 0, der Gemarkungsteil 1 gehört zu Simbach bei Landau).
Am 5. September 2003 leitete die damalige Direktion für Ländliche Entwicklung Landau a.d. Isar (jetzt Amt für Ländliche Entwicklung) das Dorferneuerungsverfahren Niederhausen für die Orte Niederhausen und Mienbach ein.

## Sehenswürdigkeiten
- Pfarrkirche St. Stephan. Der Chorraum und der Turm sind spätgotisch und stammen aus dem 14. Jahrhundert. Das Kirchenschiff wurde Anfang des 20. Jahrhunderts im neugotischen Stil erneuert.

## Vereine
- Freiwillige Feuerwehr Niederhausen. Gegründet wurde die Niederhausener Wehr 1870.
- Katholischer Deutscher Frauenbund Niederhausen
- Obst- und Gartenbauverein Niederhausen. Er besteht seit November 1975.
- Jagdgenossenschaft Niederhausen
- Herrenclub (Verein zur Pflege von Gemeinschaft und Geselligkeit. Gegründet 1974.)
- Landjugend (KLJB) Niederhausen
- Landfrauen und Bauernverband
- Marianische Männerkongregation (MMC)-Pfarrgruppe Niederhausen
- Krieger- und Soldatenkameradschaft (KSK) Niederhausen
- Reservistenkameradschaft Niederhausen
- Sonnenschützen Niederhausen
- VdK Oberhausen/Niederhausen
- VfR Verein für Rasenspiele Niederhausen e. V. Der Fußballverein VfR Niederhausen wurde 1946 gegründet.
- Pfarrcaritas Niederhausen
- Faschingsmacher
- Arbeitskreis Dorferneuerung Niederhausen-Mienbach
- Fischereiverein Sommershausen e. V. Er wurde 1970 gegründet und gehört zum Fischereiverband Niederbayern.